# Yeezus
| Recensione    | Giudizio |
| ------------- | -------- |
| Rolling Stone |          |

Yeezus è il sesto album in studio del rapper statunitense Kanye West, pubblicato il 18 giugno 2013 dall'etichetta discografica Roc-A-Fella Records.
L'album inizialmente si chiamava Thank God For Drugs. Per la produzione dell'album, la quale è iniziata nel salotto di un loft parigino, West ha raccolto intorno a sé una cerchia di collaboratori, tra i quali Mike Dean e i Daft Punk. Yeezus presenta collaborazioni con Assassin e King L, nonché musicisti con cui il rapper aveva lavorato precedentemente come Justin Vernon, Frank Ocean, Chief Keef, Kid Cudi e Charlie Wilson. Quindici giorni prima della data di pubblicazione fissata per Yeezus, West si è avvalso del contributo da parte del produttore Rick Rubin per riorganizzare il suono del disco in favore di un approccio maggiormente minimalista.
Ampiamente acclamato dalla critica specializzata, Yeezus ha ottenuto un punteggio di 84/100 su Metacritic, basato su 46 recensioni; nel 2020 è stato inserito alla 269ª posizione della classifica riguardante i 500 migliori album secondo la rivista Rolling Stone. L'album ha debuttato direttamente al primo posto della Billboard 200 statunitense, vendendo 327 000 copie nella prima settimana e superando di 30 000 l'album Born Sinner del rapper J. Cole.

## Singoli
- Black Skinhead: è stato estratto come primo singolo il 19 giugno, il giorno successivo alla pubblicazione dell'album. Ha ottenuto la certificazione oro negli USA.[14]
- Bound 2: pubblicato come secondo singolo a circa due mesi dal primo, il 28 agosto, è risultato essere il singolo con maggiore successo dell'album. Ha infatti ottenuto la certificazione platino negli USA,[15] dove è arrivato alla dodicesima posizione.[16]

## Tracce
1. On Sight – 2:36 (Kanye West, Guy-Manuel de Homem-Christo, Thomas Bangalter, Malik Jones, Che Smith, Elon Rutberg, Cydel Young, Derrick Watkins, Mikey Rodrigues, Mike Dean)
2. Black Skinhead – 3:08 (Kanye West, Guy-Manuel de Homem-Christo, Thomas Bangalter, Malik Jones, Cyndel Young, Elon Rutberg, Wasalu Muhammad Jaco, Sakiya Sandifer, Mike Dean, Derrick Watkins)
3. I Am a God – 3:51 (Kanye West, Guy-Manuel de Homem-Christo, Thomas Bangalter, Ross Birchard, Justin Vernon, Malik Jones, Che Smith, Elon Rutberg, Cyndel Young, Mike Dean, Derrick Watkins, Clifton Bailey, Harvel Hart, Anand Bakshi, Rahul Burman)
4. New Slaves – 4:16 (Kanye West, Christopher Breaux, Cyndel Young, Ben Bronfman, Malik Jones, Che Smith, Elon Rutberg, Sakiya Sandifer, Louis Johnson, Mike Dean, Gabor Presser, Anna Adamis)
5. Hold My Liquor – 5:26 (Kanye West, Che Smith, Cyndel Young, Elon Rutberg, Justin Vernon, Malik Jones, Mike Dean)
6. I'm in It – 3:54 (Kanye West, Justin Vernon, Jeffrey Ethan Campbell, Josh Leary, Malik Jones, Cyndel Young, Sakiya Sandifer, Elon Rutberg, Mike Dean, Andre Harris, Jill Scott, Vidal Davis, Carvin Haggins, Kenny Lattimore)
7. Blood on the Leaves – 5:59 (Kanye West, Ross Birchard, Elon Rutberg, Malik Jones, Tony Williams, Cyndel Young, Mike Dean, Lewis Allen)
8. Guilt Trip – 4:03 (Kanye West, Scott Mescudi, Cyndel Young, Mike Dean, Larry Griffin Jr., Keith Elam, Kevin Hansford, Dupre Kelly, Chris Martin, Al-Terik Wardrick, Marlon Williams, Terrence Thornton, Tyree Pittman, Ackeejuice Rockers)
9. Send It Up – 2:58 (Kanye West, Louis Johnson, Guy-Manuel de Homem-Christo, Thomas Bangalter, Alejandro Ghersi, Mike Levy, Sakiya Sandifer, Ab Liva, Elon Rutberg, Mike Dean, Moses Davis, Colin York, Lowell Dunbar)
10. Bound 2 – 3:49 (Kanye West, John Stephens, Charlie Wilson, Che Pope, Elon Rutberg, Cyndel Young, Malik Jones, Sakiya Sandifer, Mike Dean, Norman Whiteside, Bob Massey, Robert Dukes, Ronnie Self)

## Altri brani
- Blood On The Leaves: il brano inizialmente doveva essere estratto come terzo singolo, ma tale scelta non fu mai attuata. Ottenne comunque la certificazione oro dalla RIAA.[17]
- New Slaves: fu il primo brano ad essere eseguito da West, prima dell'uscita di Yeezus, il 17 maggio. Anch'esso ottenne la certificazione oro.[18]

## Classifiche

### Classifiche settimanali
| Classifica (2013-21) | Posizione massima |
| -------------------- | ----------------- |
| Islanda              | 22                |
| Italia               | 40                |
| Lituania             | 90                |

### Classifiche di fine anno
| Classifica (2021) | Posizione |
| ----------------- | --------- |
| Islanda           | 55        |
| Classifica (2022) | Posizione |
| Islanda           | 33        |
| Classifica (2023) | Posizione |
| Islanda           | 58        |